# NGC 1924
NGC 1924 (również PGC 17319) – galaktyka spiralna z poprzeczką (SBbc), znajdująca się w gwiazdozbiorze Oriona. Odkrył ją William Herschel 5 października 1785 roku.